# Palacio de Congresos de Oviedo

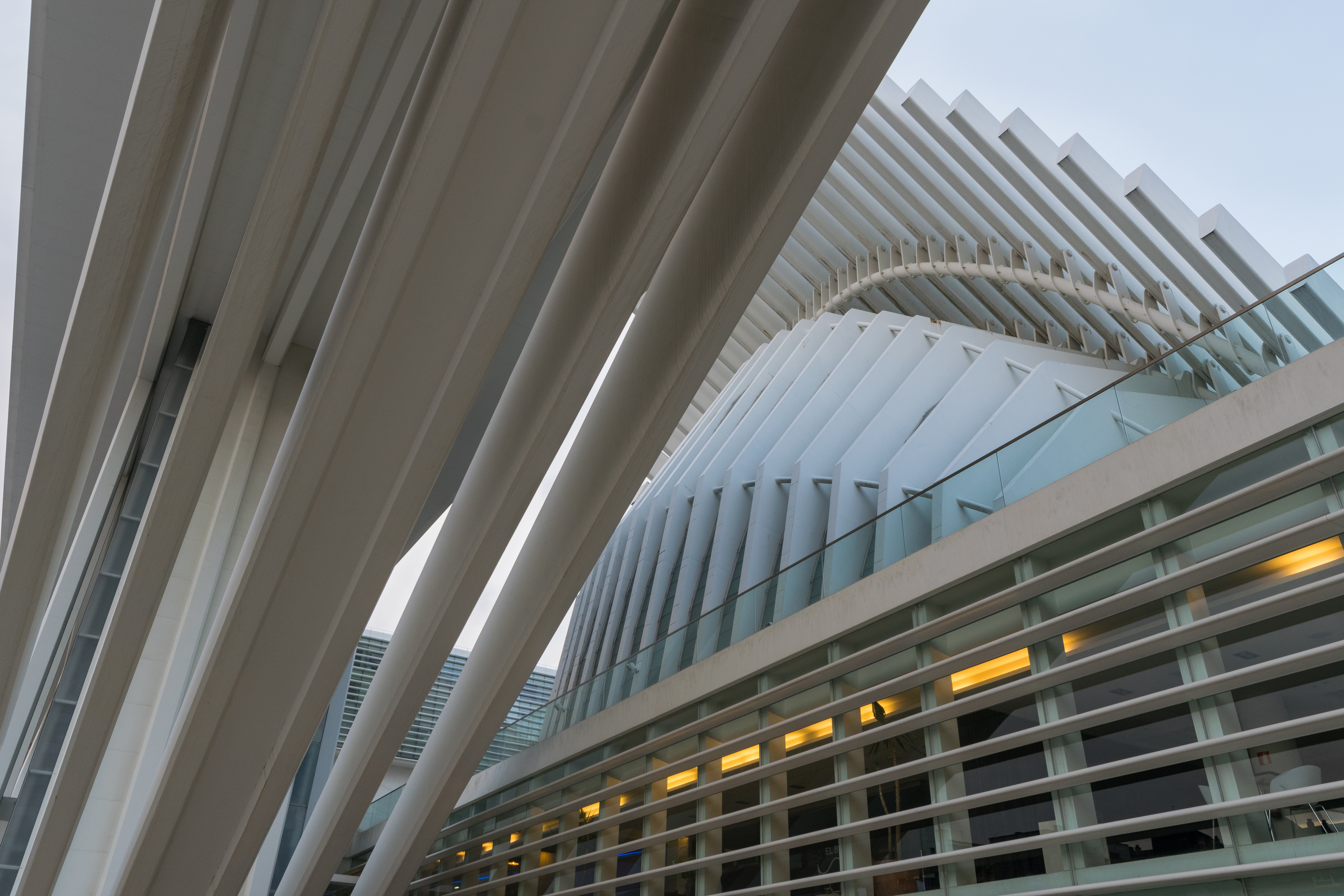
Vista lateral del edificio

El Palacio de Exposiciones y Congresos Ciudad de Oviedo, que se encuentra en la ciudad española del mismo nombre, es obra del arquitecto valenciano Santiago Calatrava. Es uno de los edificios más singulares de Oviedo y se erige en la conocida como parcela de Buenavista, en lo que fueron los terrenos del antiguo estadio de fútbol Carlos Tartiere hasta el año 2003. 
El centro comercial entró en servicio en 2007 (cerrando en 2019) mientras que la sala de congresos sufrió un parón, no exento de polémica, debido a la crisis económica, inaugurándose en 2011.

## Ficha técnica

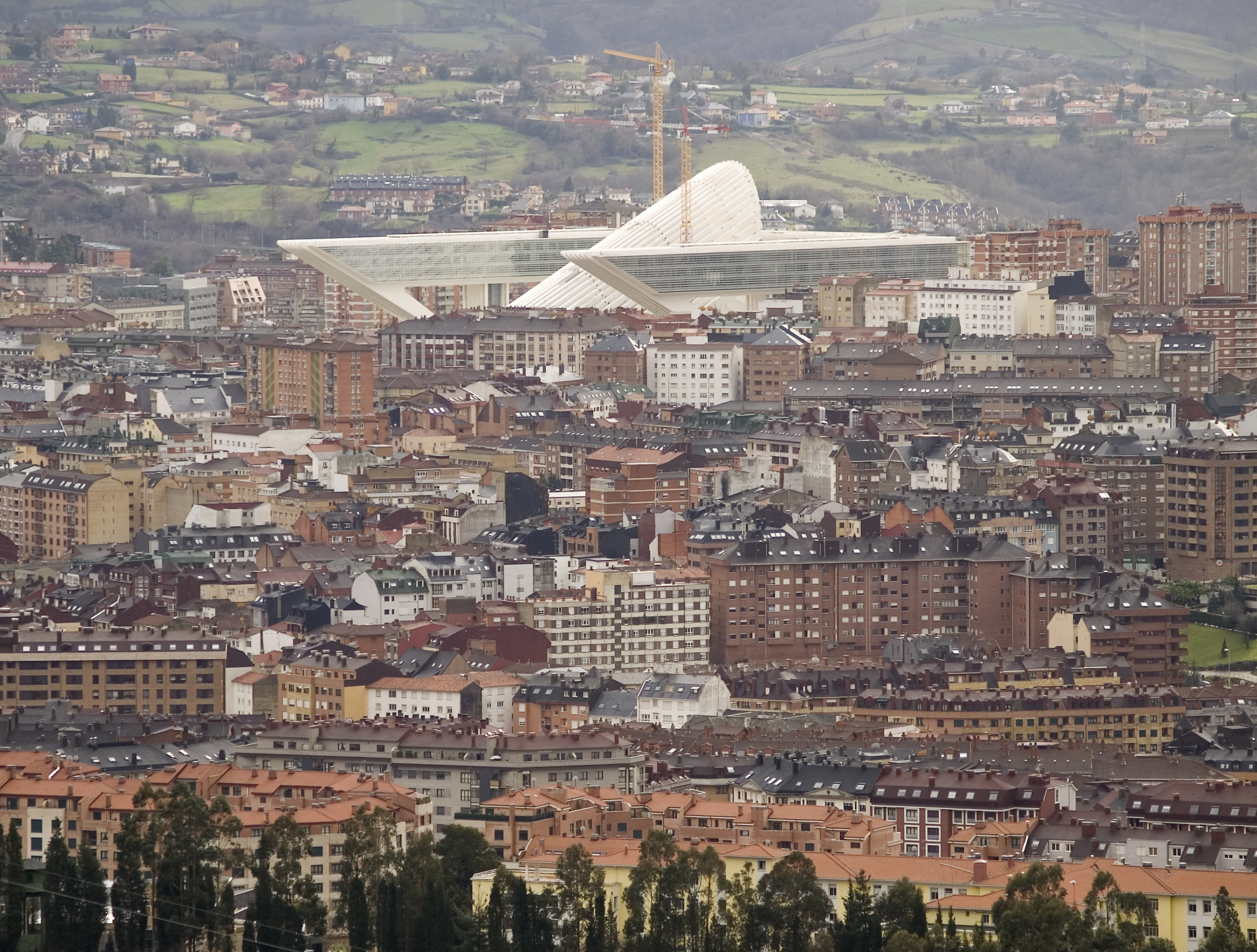
El Palacio de Exposiciones y Congresos Ciudad de Oviedo es uno de los edificios más destacados de la ciudad de Oviedo.

Según la ficha técnica de contenidos del complejo, el Palacio de Exposiciones y Congresos Ciudad de Oviedo se distribuye en tres plantas; la planta baja donde se encuentran el hall principal o área expositiva, con una superficie de 2300 m², una sala de reuniones con capacidad para 217 personas y una sala multiusos de 410 m²; una planta de acceso al Auditorio que dispone de 2.144 butacas y está cubierto por una gran cúpula de acero blanco de 45 m de altura (diseñada originalmente como un elemento móvil aunque a día de hoy no puede accionarse), y una tercera planta que da acceso a las 12 salas de reuniones.
Las edificaciones anexas a la construcción principal son el área de Servicios Administrativos del Gobierno del Principado de Asturias, con una superficie de 11.196 metros cuadrados, un hotel de 150 habitaciones y 17.387 metros cuadrados y un aparcamiento para 1.777 plazas y 75.037 metros cuadrados.
El edificio en "U" que rodeará el Palacio de Congresos, donde estarán el hotel y las oficinas de las consejerías, se sostienen sobre un complejo diseño de pórticos de acero que se construyen pieza a pieza. Cada pórtico, con un "tronco" de más de diez metros de altura y con los ascensores en su núcleo, sostendrá una de las tres alas y está formado por seis construcciones de acero en forma de árbol.

## Cronología
- Marzo de 2003: comienza el derribo del antiguo estadio de fútbol Carlos Tartiere.
- Junio de 2003: comienza la excavación en los terrenos municipales.
- Agosto de 2003: se procede a realizar las labores de contención.
- Octubre de 2004: se ponen en marcha las labores de cimentación.
- Enero de 2005: comienza la colocación de la estructura de acero.
- Septiembre de 2007: se entregan las dependencias de servicios administrativos del Principado de Asturias.
- 3 de marzo de 2008: acto oficial de inauguración del centro comercial.
- 4 de marzo de 2008: apertura oficial al público del centro comercial.
- Abril de 2010: se retoman las obras después del parón por la crisis económica.
- Mayo de 2011: fecha de la inauguración del Palacio.

## Problemas en la construcción y sobrecoste
Pese a que, según el propio arquitecto valenciano, la "visera" o cubierta móvil de la parte central del edificio era "el alma del palacio" ésta quedó finalmente fija tras diversos problemas en el sistema hidráulico que debería mover la cubierta y un informe de la empresa austríaca Waagner-Biro alertando de problemas de diseño.
El 9 de agosto de 2006, se produjo el derrumbe de una pieza de forjado y hormigón desde una altura de quince metros que provocó heridas leves a 3 operarios. Este suceso dio lugar a una demanda por la que el arquitecto y su equipo técnico fueron condenados a pagar tres millones y medio de euros.

En febrero de 2014, tras dos denuncias cruzadas -del arquitecto a la promotora de la obra en reclamación de honorarios y de ésta a Calatrava por defectos en la construcción-, la Audiencia Provincial de Oviedo condenó a Santiago Calatrava a pagar a la promotora Jovellanos XXI, S.L. cerca de tres millones de euros por defectos en la construcción, sobrecostes y ausencia de una dirección real de la obra.
Según los arquitectos independientes que declararon en uno de los juicios derivados del proyecto, el coste inicial presupuestado para la construcción del popularmente conocido como "el centollu", que era de setenta y seis millones de euros, se disparó hasta más de trescientos sesenta millones de euros, casi cinco veces más.
La revista Arquitectura y Diseño posicionó al palacio de Congresos de Oviedo en el puesto número 10 de su lista de "monstruosidades arquitectónicas a la española". En palabras de la propia revista, "no porque nos parezca feo, sino porque los que lo tienen que ver a diario así lo consideran".